# 莊姬美
莊姬美（1943年6月25日—），中華民國政治人物，新竹市人，黨外人士，曾任新竹市選區臺灣省議員。其夫為首屆新竹市市長、新竹市「施家班」領袖施性忠。
在1989年，由於施性忠不滿民主進步黨提名兄嫂魏秀珍參選新竹市選區省議員、兄長施性融參選新竹市市長，而未提名其妻莊姬美參選，轉而支持莊自行參選新竹市市長。最後，由於「施家班」嚴重內訌，導致黨外勢力票源分散，「施家班」與民進黨也因此在此次大選中大敗，拱手把新竹市政權交於中國國民黨。在敗選後，「施家班」成員多數退出政壇，而其勢力也自此式微。直到2014年市議員選舉，才有施性忠姪女（施性忠八弟施性平之女）施乃如當選市議員。